# HL Tauri
Ne doit pas être confondu avec HL Tau 76.
HL Tauri (en abrégé HL Tau) est une très jeune étoile variable de type T Tauri de la constellation du Taureau, autour de laquelle un disque protoplanétaire, siège probable de la formation d'une planète, a été observé.

## Situation
HL Tauri est située à environ 450 années-lumière (140 parsecs) de la Terre dans le nuage moléculaire 1 du Taureau (TMC-1), dans la constellation du Taureau.

## Caractéristiques

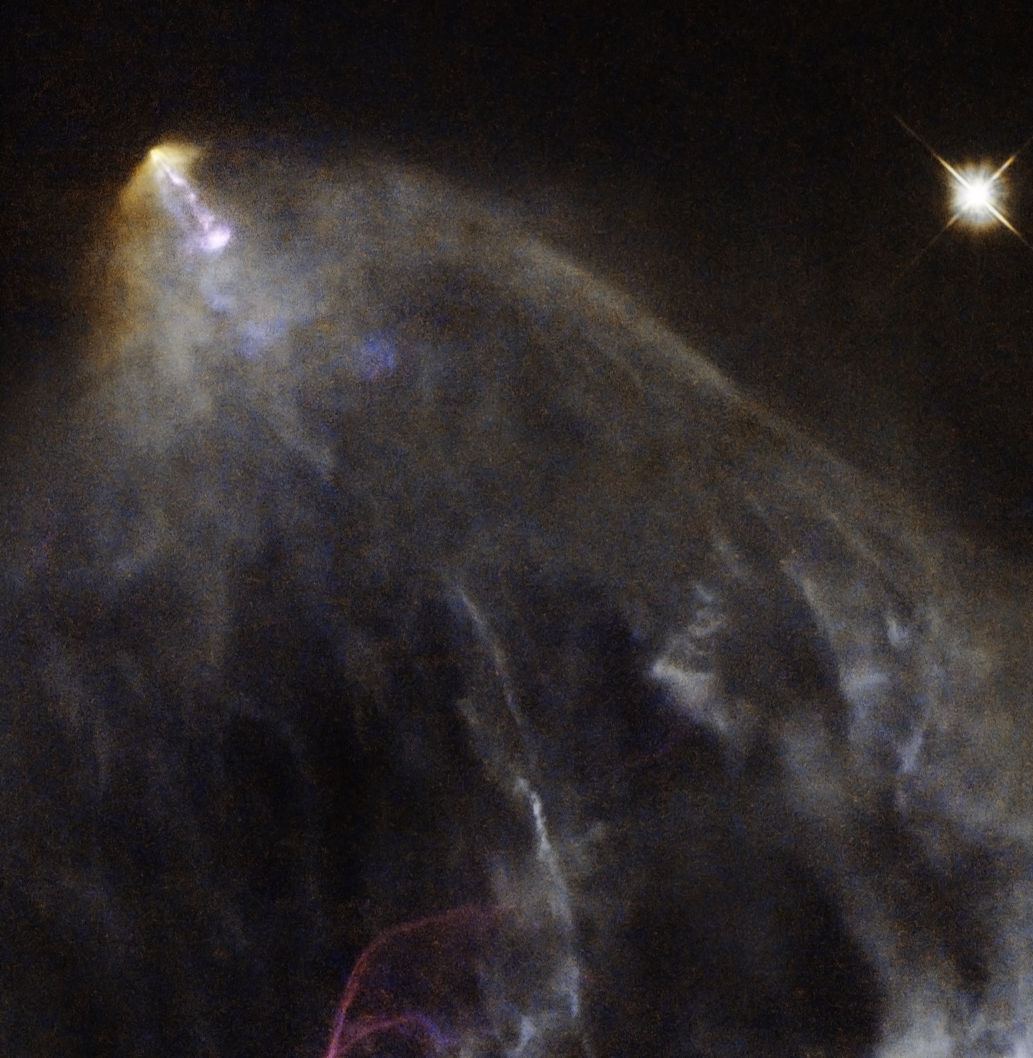
Cette vue générale de la région entourant HL Tauri prise par le télescope spatial Hubble en lumière visible montre l'objet de Herbig-Haro HH 150.

Vue élargie de la région du nuage moléculaire du Taureau. HL Tauri est enveloppée dans la région bleue brillante visible en haut au centre-gauche.

HL Tauri est une très jeune étoile variable de type T Tauri. L'étoile à un âge estimé à moins d'un million d'années ; sa luminosité et sa température effective impliquent un âge inférieur à 100 000 ans[source insuffisante].
HL Tauri a une magnitude apparente de 15,1, ce qui la rend bien trop faible pour être visible à l'œil nu.

## HH 151
HL Tauri est accompagnée par l'objet Herbig-Haro HH 151, un jet stellaire émis le long de l'axe de rotation du disque et qui entre en collision avec la poussière et le gaz interstellaires alentour.

## Disque protoplanétaire
HL Tauri est entourée par un disque protoplanétaire composés de plusieurs anneaux séparés par des bandes sombres qui sont a priori des zones vidées de leur matière par des planètes en formation.

### Découverte et premières études (1975-1982)
Les premières indications d'un disque protoplanétaire ont été obtenues en 1975 grâce à des observations dans l'infrarouge à des longueurs d'onde comprises entre 2 et 4 micromètres. Ces observations ont été rendues possibles grâce à la récente invention de détecteurs infrarouge à base d'antimoniure d'indium. Parmi 29 très jeunes étoiles étudiées, seule HL Tauri montrait une forte absorption autour de 3,07 micromètres, là où l'absorption des particules de glace était attendue, ce que les auteurs ont attribué aux fréquences de vibration ν1, ν3 et 2ν2 de la liaison O-H. En 1982, un sondage du ciel identifia HL Tauri comme une des étoiles T Tauri les plus polarisées connues aux côtés de DG Tauri et V536 Aquilae.

### Informations supplémentaires (1985-86)
Un disque de gaz fut découvert grâce à des observations interférométriques des émissions du monoxyde de carbone (CO) en 1986. La masse du disque, estimée à partir de données d'observations de 1985 et 1986 du Millimeter Wave Interferometer de l'Observatoire radio d'Owens Valley, fut évaluée entre 0,01 et 0,5 masse solaire (environ 10 à 500 fois la masse de Jupiter), le meilleur ajustement correspondant à 0,1 masse solaire (environ 100 fois la masse de Jupiter), et son rayon fut estimé à environ 2 000 unités astronomiques. La température du gaz et des grains du disque sont probablement de l'ordre de quelques dizaines de kelvins. Il fut déterminé que le gaz est lié et en orbite autour d'une étoile d'environ une masse solaire. Des jets polaires de matériaux tels que le monoxyde de carbone (CO), le dihydrogène (H2) et l'ion ferreux (Fe II = Fe+) ont été observés.

### Photographie par ALMA (2014)
Le 6 novembre 2014, l'Observatoire européen austral (ESO) publie l'image la plus précise jamais réalisée d'un disque protoplanétaire, en l'occurrence celui de HL Tauri. Cette image, réalisée grâce aux observations faites avec le vaste réseau d'antennes millimétriques/submillimétriques de l'Atacama, ALMA, montre une série de brillants anneaux concentriques et axisymétriques séparés par des sillons vraisemblablement créés par la présence de (proto)planètes en formation. Le disque semble beaucoup plus développé que ce que l'âge du système laissait croire, ce qui laisse penser que le phénomène de formation planétaire se passe plus rapidement que ce que l'on pensait jusqu'alors. Selon Catherine Vlahakis, d'ALMA, « Lorsque nous avons vu cette image pour la première fois, nous avons été ébahis par le spectaculaire niveau de détail. HL Tauri n'a pas plus d'un million d'années, mais son disque semble déjà être plein de planètes en formation. Cette image va à elle seule révolutionner les théories de formation planétaire,. ».

### Observations du Very Large Array (2016)
L'émission des régions internes du disque de HL Tau étant optiquement épaisse à toutes les longueurs d'onde d'ALMA, le profil de la densité de surface et la distribution de la taille des grains n'avait pas pu être déterminée. Des observations furent alors réalisées avec le Karl G. Jansky Very Large Array à une longueur d'onde de 7,0 millimètres et une résolution spatiale comparable aux image d'ALMA. À cette longueur d'onde, l'émission de la poussière de HL Tauri est optiquement fine, ce qui permet d'étudier en détail le disque interne. La masse totale de poussière dans le disque est ainsi estimée à entre 0,001 et 0,003 masse solaire (environ 1 à 3 fois la masse de Jupiter, ou 300 à 1000 fois la masse terrestre), selon la valeur supposée pour l'opacité et la température du disque. Selon ces observations, la croissance des grains est rapide, il y a de la fragmentation dans le disque et formation de "clumps" denses dans les parties internes les plus denses du disque. Ceci suggère que le disque de HL Tau serait au tout début du processus de formation planétaire, avec des planètes pas encore formées dans les "gaps" mais en cours de formation future dans les anneaux brillants.

## Des planètes en formation?

### Sillons dans le disque observés par ALMA (2014)
L'image du disque réalisée par ALMA montre plusieurs sillons vides de matière, signes probables d'une formation planétaire déjà en cours.

### Observation d'un agrégat de poussières par le VLA (2016)
Dans un article prépublié sur arXiv en mars 2016, Carlos Carrasco-Gonzalez et ses collaborateurs révèlent avoir observé, grâce au Very Large Array (VLA), un agrégat de poussières dans le disque interne de HL Tauri. Selon les estimations, cet agrégat aurait une masse comprise entre 3 et 8 fois celle de la Terre, indiquant qu'une super-Terre est peut-être en train de se former.